# Ambassade van Oekraïne in Servië
De ambassade van Oekraïne in Servië is de vertegenwoordiging van Oekraïne in de Servische hoofdstad Belgrado.
De ambassade is gevestigd aan de Paje Adamova 4 in Belgrado, en werd geopend in 1995. Ze behartigt sinds 15 april 1994 de belangen van Oekraïne en de relaties tussen Oekraïne en Servië. Eerder zat de ambassade in de Ulica Josipa Slovenskog en in ergens tussen 2003 en 2005 verhuisde de ambassade naar de Bulevard Oslobedjenja 87. In 2009 verhuisde de ambassade naar de Paje Adamova 4.

## Ambassadeurs
- Vadym Prymatsjenko, 1993-1996
- Volodymyr Foerkalo, 1998-2001
- Anatolij Sjostak, 2001-2003
- Roeslan Demtsjenko, 2003-2005
- Anatolij Olijnik , 2005-2009
- Viktor Nedopas, 2009-2015
- Oleksandr Aleksandrovytsj, 2015-

Sinds 2 juni 2015 is Oleksandr Aleksandrovytsj de ambassadeur.